# روبيرتو ليفينغستون
روبرتو مارسيلو ليفينغستون لابورد (مواليد 10 يناير 1920 - 17 يونيو 2015) قائد عسكري في رتبة جنزال ورئيس الأرجنتين من فترة 18 يونيو 1970 إلى 22 مارس 1971 بعد أن عُيَّن من قبل المجلس. القائد الأعلى للقوات المسلحة الثلاث (الجيش والبحرية والملاحة الجوية) ليحل محل خوان كارلوس أونغانيا، الذي حكم البلاد منذ عام 1966 بعد الانقلاب الذي أطلق على نفسه اسم "الثورة الأرجنتينية".

## النشأة والتعليم
ولد روبيرتو ليفينغستون في مقاطعة سان لويس، وتخرج من الكلية الحربية للأمة في عام 1941.